# Freccia del Brabante 1991
La Freccia del Brabante 1991, trentunesima edizione della corsa, si svolse il 31 marzo su un percorso di 178 km, con partenza a Sint-Genesius-Rode e arrivo ad Alsemberg. Fu vinta dal belga Edwig Van Hooydonck della squadra Buckler davanti al connazionale Dirk De Wolf e all'italiano Maurizio Fondriest.

## Ordine d'arrivo (Top 10)
| Pos. | Corridore           | Squadra                | Tempo    |
| ---- | ------------------- | ---------------------- | -------- |
| 1    | Edwig Van Hooydonck | Buckler                | 4h22'00" |
| 2    | Dirk De Wolf        | TonTon Tapis-GB-Corona | s.t.     |
| 3    | Maurizio Fondriest  | Panasonic-Sportlife    | a 16"    |
| 4    | Ad Wijnands         | Telekom                | s.t.     |
| 5    | Benny Van Brabant   | SEFB-Saxon-Gan         | s.t.     |
| 6    | Benny Heylen        | SEFB-Saxon-Gan         | s.t.     |
| 7    | Moreno Argentin     | Ariostea               | s.t.     |
| 8    | Andrei Tchmil       | SEFB-Saxon-Gan         | s.t.     |
| 9    | Brian Holm          | Histor-Sigma           | s.t.     |
| 10   | Claude Criquielion  | Lotto-Superclub        | s.t.     |